# Аматалка
Аматалка (Араматлеко) — царь Куша (Нубия) в 563—555 годах до н. э. Дунхам и Макадам утверждают, что он использовал тронное имя Неферибре.

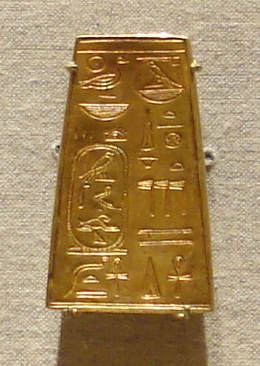
Артефакт из пирамиды царя с его именем

## Семья
Аматалка был сыном и преемником на престоле Кушитского государства царя Аспелты и царицы Хенуттахбит. У него было несколько жён:
- Атаматака, её пирамида расположена в Нури (№ 55). Нагрудный скарабей, принадлежащий Атаматаке, был найден в № 57.
- Пианкхер. Похоронена в Нури (№ 57).
- Ахе. Являлась дочерью Аспелты (и возможно Хенуттахбит). Таким образом была Аматалке и женой и родной сестрой. Похоронена в Нури (№ 38).
- Аманитакайе. Была дочерью Аспелты, сестрой-женой Аматалки. Она — мать царя Меленакена. Похоронена в Нури (№ 26).
- Малетасен, известна по своей фигурке ушебти. Похоронена в Нури (№ 39).

## Памятники
Аматалка прежде всего известен из своей пирамиды № 9 в Нури, датированной концом 6-го или 5-го столетие до н. э. Выполненный по обету объект, носящий его имя, происходит из Мероэ. Среди драгоценностей из пирамиды Аматалки найдено золотое ожерелье-воротник с его именем. Возможно, оно принадлежало самому королю или одному из придворных.